# Ptyctolaemus
Ptyctolaemus is een geslacht van hagedissen uit de familie agamen (Agamidae).

## Naam en indeling
De wetenschappelijke naam van de groep werd voor het eerst voorgesteld door Wilhelm Peters in 1865. Er zijn twee soorten waarvan Ptyctolaemus collicristatus pas vrij recentelijk in 2004 is beschreven.

## Verspreiding en habitat
Alle soorten komen voor in delen van Azië en leven in de landen Bangladesh, China, India en Myanmar.
De habitat bestaat uit tropische en subtropische bossen. Van de soort Ptyctolaemus collicristatus is bekend dat ook door de mens aangepaste omgevingen worden getolereerd, zoals boomgaarden waar appels en sinaasappels worden geteeld.

## Beschermingsstatus
Door de internationale natuurbeschermingsorganisatie IUCN is aan een soort een beschermingsstatus toegewezen. De agame Ptyctolaemus collicristatus wordt beschouwd als 'veilig' (Least Concern of LC).

## Soorten
Het geslacht omvat de volgende soorten, met de auteur en het verspreidingsgebied.
| Naam                        | Auteur                                                             | Verspreidingsgebied               |
| --------------------------- | ------------------------------------------------------------------ | --------------------------------- |
| Ptyctolaemus collicristatus | Schulte & Vindum in Schulte, Vindum, Win, Thin, Lwin & Shein, 2004 | Myanmar                           |
| Ptyctolaemus gularis        | Peters, 1864                                                       | India, Bangladesh, China, Myanmar |